# فرودگاه دایمنتینا
فرودگاه دایمنتینا (به انگلیسی: Diamantina Airport) (به زبان بومی: Aeroporto de Diamantina) یک فرودگاه همگانی مسافربری با کد یاتا DTI است که یک باند فرود آسفالت دارد و طول باند آن ۱۴۵۰ متر است. این فرودگاه در کشور برزیل قرار دارد و در ارتفاع ۱۳۵۵ متری از سطح دریا واقع شده‌است.